# 发罗拉
发罗拉（阿爾巴尼亞語：[ˈvlɔɾə]），是阿爾巴尼亞南部夫羅勒州的一个市镇。下分为5个行政分区，行政中心为发罗拉市。市镇面積为647.94平方公里，2011年人口数量为104,827人，而作为行政分区的发罗拉市的人口数量则为79,948人。
阿爾巴尼亞獨立宣言于1912年11月28日在發羅拉發佈的。發羅拉曾是阿爾巴尼亞的首都。發羅拉建城于公元前6世紀，建設古希臘殖民都市的人們曾在這裡居住。是有著2,600年歷史的古城。發羅拉除了有發羅拉港之外，發羅拉大學也位於這裡，是阿爾巴尼亞西南部的經濟和文化的中心都市。

## 稱呼
發羅拉在阿爾巴尼亞語中的名稱是Vlorë或Vlora。兩者的發音都是發羅拉（IPA-ˈvlɔɾə）。在格古方言中的發音則是發羅納（Vlonë）。發羅拉在古代伊利里亞時期是古希臘的殖民都市。在希臘，迄今仍稱發羅拉為阿布隆（Αυλών），意為谷地。這可能是自其他固有名稱轉換而來。在意大利語中，發羅拉則被稱為，這是威尼斯共和國及意大利王國統治時期使用的名稱，在其他語言當中也有使用 。奧斯曼帝國統治時期，則使用土耳其語名稱阿布羅尼亞（Avlonya）。

## 地理
發羅拉位於發羅拉州，地處亞得里亞海沿岸，臨發羅拉灣，附近地區被山地所環繞。發羅拉和意大利城市巴里之間的距離比阿爾巴尼亞其他港口都要近，距薩蘭托半島有70海里（130公里）。位於發羅拉灣入口處的薩珊島上有軍事設施，是戰略上的重要地點。城市附近有眾多花園和橄欖園。自發羅拉前往非夏爾基阿爾巴尼亞各地的新的高速公路已經開始建設。阿爾巴尼亞海岸中景色最好的路線之一也已經開始延伸至薩蘭達等阿爾巴尼亞南部地區。

## 歷史
發羅拉是阿爾巴尼亞都市中最具歷史的都市之一。公元前六世紀，發羅拉是古希臘在伊利里亞沿岸建設的殖民都市，當時的名稱是阿布隆。發羅拉首次被提及則是在托勒密的地理書籍 Geographia, III, xii, 2。其他提及發羅拉的地理書籍還有將發羅拉街道圖式化的波伊廷格地图，以及拜占庭地理學者希耶羅克里斯（Hierocles）的著作Synecdemus等。羅馬帝國時期，發羅拉是新伊庇盧斯行省的港口，有著重要的地位。
進入5世紀后，在發羅拉設置了主教座。733年，伊利里亞東部所有的主教座都被併入君士坦丁堡總大主教。11世紀至12世紀，發羅拉在諾曼人王國西西里王國和拜占庭的戰爭中扮演了重要的作用。整個中世紀，發羅拉都是教區的中心。直到塞爾維亞帝國攻佔為止，發羅拉的名稱都是發羅拉或者發羅納。在1345年至1417年期間，發羅拉是一個獨立公國的中心，直到其被奧斯曼帝國統治。在奧斯曼統治時期，發羅拉是盧米利亞州的桑扎克的中心。1690年，發羅拉曾一度被威尼斯共和國統治。1691年又再次被奧斯曼統治，成為雅尼雅州桑扎克的中心。發羅拉的人口約有1萬人。進入16世紀后，發羅拉有不少西班牙及葡萄牙的塞法迪猶太人生活。
1851年，發羅拉發生了地震，城市受到了嚴重損害。在第一次巴爾幹戰爭期間，伊斯梅爾·捷馬利于1912年11月28日在發羅拉發表了阿爾巴尼亞獨立宣言。發羅拉曾一度是阿爾巴尼亞最早的首都。在1914年至1920年期間，發羅拉被意大利佔領。意大利在1939年又再次侵略發羅拉，之後納粹德國又佔領發羅拉直至1944年。第二次世界大戰期間，發羅拉灣內的薩珊島上有納粹德國海軍及意大利海軍的軍港設施和潛水艇基地，遭到了同盟國的猛烈攻擊。
第二次世界大戰后，發羅拉由共產主義政權統治，港口被借給蘇聯，成為蘇聯的潛水艇基地。蘇聯對發羅拉附近的軍事設施進行了相當的投資。1960-61年，發羅拉是恩維爾·霍查和尼基塔·赫魯曉夫之間對立的重要爭執焦點。在中蘇對立期間，蘇聯非難阿爾巴尼亞是修正主義。蘇聯在1961年4月派軍隊佔領發羅拉，并威脅中止對阿爾巴尼亞的經濟和軍事、技術援助。後來由於古巴導彈危機的影響，蘇聯並未真正實施這些行動。但霍查意識到阿爾巴尼亞極易遭到攻擊。1968年蘇聯侵略捷克斯洛伐克之後，霍查為加強國防，在阿爾巴尼亞各地修建水泥戰壕，其遺跡現在都仍然殘留。在霍查統治之下，發羅拉也是阿爾巴尼亞國安局（秘密警察）的大本營。
共產主義政權崩潰之後，由於社會急劇變化，投資詐騙興盛一時。隨著投資詐騙的破產，在1997年，阿爾巴尼亞爆發了1997年阿爾巴尼亞危機戰爭，發羅拉正是暴動的中心，暴動之後局勢一度發展為內戰狀態。當時的薩利·貝里沙政權也因此垮台。

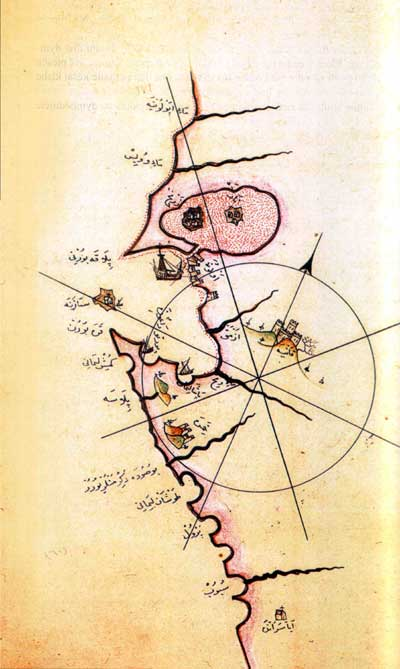
奧斯曼帝國軍人比利·雷斯製作的1510年時發羅拉地圖

## 經濟
發羅拉的港口有著重要的地位，也是商業中心。漁業和工業也有重要的地位。附近地區還有生產石油和天然氣、柏油、鹽。發羅拉也是阿爾巴尼亞海軍重要的據點。發羅拉也是農業的中心，市區附近大量生產橄欖和水果，食品產業也相當發達。附近地區主要生產燕麥、玉米、橄欖等農產品，並且也有養羊和養牛產業。以這些產業為基礎，發羅拉也有橄欖油和黃油生產產業并對外出口這些產品。
觀光產業近年也逐漸成為重要產業，發羅拉有許多賓館和娛樂設施，並且也有寬廣的海灘。可欣賞發羅拉灣的美麗景色。

## 氣候
發羅拉屬地中海氣候，冬季冷涼夏季則炎熱乾燥。在夏季的7月及8月期間，最高氣溫有時會達到30℃以上。
| 發羅拉                   | 發羅拉     | 發羅拉      | 發羅拉      | 發羅拉      | 發羅拉      | 發羅拉      | 發羅拉      | 發羅拉      | 發羅拉      | 發羅拉      | 發羅拉      | 發羅拉      | 發羅拉      |
| 月份                     | 1月        | 2月         | 3月         | 4月         | 5月         | 6月         | 7月         | 8月         | 9月         | 10月        | 11月        | 12月        | 全年        |
| ------------------------ | ---------- | ----------- | ----------- | ----------- | ----------- | ----------- | ----------- | ----------- | ----------- | ----------- | ----------- | ----------- | ----------- |
| 平均高温 °C（°F）        | 13 (55)    | 14 (57)     | 16 (61)     | 19 (66)     | 23 (73)     | 27 (81)     | 30 (86)     | 30 (86)     | 27 (81)     | 23 (73)     | 19 (66)     | 15 (59)     | 21.3 (70.3) |
| 日均气温 °C（°F）        | 9.5 (49.1) | 10.0 (50.0) | 12.0 (53.6) | 15.0 (59.0) | 19.0 (66.2) | 22.0 (71.6) | 25.0 (77.0) | 24.5 (76.1) | 22.0 (71.6) | 19.0 (66.2) | 15.0 (59.0) | 11.5 (52.7) | 17.0 (62.6) |
| 平均低温 °C（°F）        | 6 (43)     | 6 (43)      | 8 (46)      | 10 (50)     | 14 (57)     | 17 (63)     | 19 (66)     | 19 (66)     | 16 (61)     | 14 (57)     | 11 (52)     | 8 (46)      | 12.3 (54.1) |
| 平均降水量 mm（）        | 120 (4.7)  | 106 (4.2)   | 92 (3.6)    | 79 (3.1)    | 54 (2.1)    | 28 (1.1)    | 9 (0.4)     | 26 (1.0)    | 32 (1.3)    | 116 (4.6)   | 192 (7.6)   | 141 (5.6)   | 995 (39.2)  |
| 平均降水天数（≥ 0.1 mm） | 13         | 12          | 14          | 11          | 9           | 6           | 3           | 3           | 5           | 10          | 17          | 17          | 120         |
| 月均日照時數             | 133.3      | 147.9       | 173.6       | 225.0       | 272.8       | 318.0       | 368.9       | 344.1       | 279.0       | 210.8       | 117.0       | 99.2        | 2,689.6     |
| 来源：climatetemp.info   |            |             |             |             |             |             |             |             |             |             |             |             |             |

## 教育
阿爾巴尼亞第二大的大學伊斯梅爾·捷馬利大學就位於發羅拉。伊斯梅爾·捷馬利大學設立于1994年。創建當時只有數百人學生，今日一見是阿爾巴尼亞第二大的大學，學生數接近15,000人。學校以理科為主要學科，也設有經濟學和金融、教育、醫學。法學等多種專業。這所大學在阿爾巴尼亞的研究領域中處於領先地位。是阿爾巴尼亞最具活力的大學，并組織由研究會議，招聘研究者並且將自己大學的研究者派遣至海外。研究活動最發達的領域是數學和計算機科學、工學領域。發羅拉大學則在海軍工學和航海學領域頗具實力。近年來在發羅拉灣航海相關領域的研究頗有進展。

## 人口
發羅拉市區的人口有79,948人。可將發羅拉州視為發羅拉都市區，人口有184,279人。1994年時，希臘人社區的人口有約8,000人。1741年時，在發羅拉設立了希臘人學校。

## 友好城市
- 美国 好萊塢
- 科索沃 普里茲倫
- 土耳其 伊茲密爾
- 義大利 莫諾波利

### 書籍
- Chisholm, Hugh (编). .  (第11版). London: Cambridge University Press. 1911.
- "Vlorë." Encyclopædia Britannica, 2005
- "Vlorë." The Columbia Encyclopedia, 2004
- "Vlorë or Vlora, Ital. Valona, ancient Aulon." Crystal Reference Encyclopedia, 2001
- Tourism Information about Vlorë, Albania (Written by American Robert Nagle in 2002).（页面存档备份，存于）

## 外部連結
- 官方网站  （阿爾巴尼亞文）